# 발명가
발명가(發明家), 또는 발명자는 새로운 방식, 형태, 장치, 또는 다른 유용한 수단들을 발견하거나 만들어 낸 사람을 가리킨다. 특허 시스템은 신규성 있고 진보성있으며 충분히 유용한 발명품에 일부 제한된 용어와 독점을 제공함으로써 발명가들을 장려하기 위해 설립되었다.
발명가의 영어 낱말 inventor는 "찾다"라는 뜻의 라틴어 동사 invenire, invent-에서 유래한 것이다.

## 같이 보기
- 발명가 목록
- 창의성
- 발명
- 발명가의 날